# Robert T. Frederick
Robert Tryon Frederick (San Francisco, 14 maart 1907 – Stanford, 29 november 1970) was een commandant van de United States Army tijdens de Tweede Wereldoorlog. Frederick was commandant van de First Special Service Force, de 1st Airborne Task Force en de 45th Infantry Division. Hij is de enige militair uit de Verenigde Staten in de Tweede Wereldoorlog die acht Purple Hearts heeft ontvangen.

## Decoraties
- Distinguished Service Cross met een Oak Leaf Cluster[2]
- Army Distinguished Service Medal met een Oak Leaf Cluster[2]
- Legioen van Verdienste met een Oak Leaf Cluster[2]
- Silver Star[2]
- Bronze Star met een Oak Leaf Cluster
- Air Medaille
- Purple Heart met zeven Oak Leaf Clusters
- American Defense Service Medal met "VELDSLAG" gesp
- Amerikaanse Campagne Medaille
- Azië-Pacifische Oceaan Campagne Medaille met één service ster en Arrowhead device
- Europa-Afrika-Midden Oosten Campagne Medaille met drie service sterren
- World War II Victory Medal
- Bezettingsmedaille voor het Leger
- Medaille voor Nationale Verdediging
- DSO
- Officier in het Legioen van Eer
- Croix de guerre 1939–1945 met Palm
- Grootofficier in de Orde van Sint-Karel
- Koning Haakon VII Vrijheids-medaille